# Hypoeschrus ugandensis
Hypoeschrus ugandensis là một loài bọ cánh cứng trong họ Cerambycidae.